# Tsaghatskar
Tsaghatskar (ou Tsaghats kar), Tsakhatskar (ou Tsakhats kar) ou C‘ałac‘k‘ar (en arménien Ցախացքար) est un monastère arménien situé dans le marz de Vayots Dzor, à proximité de la localité d'Artabuynk, en Arménie.
Le monastère est composé d'un groupe occidental — Sourp Hovhannes (« Saint-Jean »), Sourp Astvatsatsin (« Sainte-Mère-de-Dieu »), gavit et divers bâtiments fonctionnels — et d'un groupe oriental — Sourp Karapet (« Saint-Jean-le-Précurseur ») et Sourp Nshan (« Saint-Signe »). Il date des Xe et XIe siècles.

## Situation géographique
Pour des articles plus généraux, voir Vayots Dzor et Syunik.
Tsaghatskar est situé non loin de la vallée de l'Eghegis, sur la pente méridionale des monts Vardenis. Il se dresse sur le territoire de la communauté rurale d'Artabuynk (localité située à 6 km au sud-ouest), dans le marz de Vayots Dzor en Arménie. Eghegis, le centre régional, est à 10 km au sud-ouest.
Historiquement, le monastère se dresse sur les terres du canton de Vayots Dzor dans la province de Siounie, une des quinze provinces de l'Arménie historique selon le géographe arménien du VIIe siècle Anania de Shirak.

## Histoire
La fondation du groupe occidental de Tsaghatskar remonterait au règne du roi Abas d'Arménie (Xe siècle), tandis que le groupe oriental est érigé en 1041 sous l'impulsion du père Vardik, peut-être avec l'aide des rois de Siounie.
Il est restauré en 1221. Il est encore actif au XVe siècle mais est en ruines aujourd'hui.

## Bâtiments
Pour un article plus général, voir Architecture arménienne.
Tsaghatskar est composé de deux groupes, occidental (le principal) et oriental, distants de 200 m. On retrouve plusieurs khatchkars sur le site.

### Groupe occidental
Le groupe occidental se compose des églises Sourp Hovhannes et Sourp Astvatsatsin, d'un gavit et de divers bâtiments fonctionnels, le tout étant entouré de remparts ; il n'est pas décoré.
Adossée au mur oriental de l'enceinte, Sourp Hovhannes (« Saint-Jean »), érigée en 989, est une mononef dont la voûte, aujourd'hui effondrée, reposait sur une paire de pilastres ; son mur sud est complété d'une niche entourée de deux chambres d'angle. Une petite chapelle mononef est située au sud de cette église.
Également adossée au mur oriental, mais du côté nord, Sourp Astvatsatsin (« Sainte-Mère-de-Dieu ») est une tétraconque inscrite autrefois dotée d'une coupole, et complétée au sud par une galerie (peut-être un gavit d'été). Son plan dénote une influence de la Siounie occidentale.

Elle est précédée à l'ouest d'un long gavit érigé en 1000 par la reine Chahandukht de Siounie, de plan central et dépourvu de soutiens.
Entre ces deux églises, un couloir voûté en berceau a été construit ultérieurement et mène à l'entrée de cette partie du monastère.

### Groupe oriental
Le groupe oriental se compose de deux églises, Sourp Karapet et Sourp Nshan.
Érigée en 1041 avec l'approbation du roi Gagik II d'Arménie, Sourp Karapet (« Saint-Jean-le-Précurseur ») est une croix inscrite cloisonnée fermée surmontée d'un tambour cylindrique à coiffe conique. La face de son bem est décorée de sculptures représentant des vases. Son décor extérieur (chambranle rectangulaire du portail méridional, fenêtres encadrées de rangs de boules, d'entrelacs et de svastikas) est typique de l'école d'Ani. Il est complété de sculptures sur les façades méridionale et septentrionale, respectivement un aigle saisissant un bélier, et un lion attaquant un bœuf.
Construite à la même date, Sourp Nshan (« Saint-Signe ») est une mononef précédée d'une chambre basse, sur laquelle une petite pièce à abside a été ajoutée ; cette composition à deux étages dénote la fonction funéraire de l'édifice. Sa façade occidentale est percée d'une niche à arc double, entourée de deux khatchkars également de 1041, de type « à ceintures à bouquet ».